# Paul Ledoux (astronome)
Pour les articles homonymes, voir Ledoux.
Paul Ledoux, né le 8 août 1914 à Forrières et mort le 6 octobre 1988 à Liège, est un astronome belge.

## Biographie
Paul Ledoux accomplit ses études secondaires à l'Athénée de Marche-en-Famenne puis des études en sciences physiques à l'Université de Liège. Il est diplômé en 1937. Son mémoire porte sur la dissociation moléculaire au sein d'une atmosphère stellaire.
Il poursuit sa formation auprès de l'astrophysicien norvégien Svein Rosseland, pionnier dans le domaine de l'astrophysique théorique. 
Paul Ledoux est spécialiste des problèmes de stabilité des étoiles. Avec Pol Swings (1906-1983) et Marcel Migeotte (1912-1992), il contribua beaucoup au grand renom de l'Institut d'astrophysique de Cointe de l'Université de Liège, l'un des centres stratégiques mondiaux de cette discipline.
Il est admis à l'éméritat en 1984.

## Distinctions
- Lauréat du Concours des bourses de voyage du Gouvernement, 1937
- Prix A. De Potter, 1949
- Prix des Amis de l’Université de Liège, 1949
- Prix E. Mailly, 1952
- Prix A. Wetrems, 1954
- Prix du Concours décennal des mathématiques appliquées, 7e période, 1953-1962
- Prix Francqui, 1964
- Prix Jules-Janssen , 1976
- Médaille Eddington de la Royal Astronomical Society (1972)
- Médaille Jules Jansen de l'Institut de France, 1976
- Correspondant de la Classe des Sciences de l'Académie royale de Belgique 1959
- Président de la commission 35 sur la Constitution Interne des Étoiles de l'Union astronomique internationale, de 1964 à 1967,
- Membre de l’Académie royale des Sciences, des Lettres et des Beaux-Arts de Belgique, 1966 (président pour l'année 1973)
- Titulaire de la Chaire Francqui à l’Université Libre de Bruxelles, 1967-1968
- Docteur Honoris Causa de l'Université Libre de Bruxelles, 1969
- Président du Comité National Belge d'Astronomie, de 1972 à 1974
- Président de la Société royale belge d'Astronomie
- Président du Comité des Programmes d'Observation de l'Observatoire Européen Austral (ESO), de 1972 à 1974
- Membre du comité des « Advanced Institutes » organisés par l'OTAN, de 1972 à 1976
- Associate de la Royal Astronomical Society, 1974
- Siège à l’American Association for the Advancement of Science, 1980
- Siège à l’Académie Européenne des Sciences, des Arts et des Lettres, 1980
- Visiting Fellow à Princeton et à Boulder (Colorado)
- Visiting Professor à l'Université de Californie à Berkeley, à Boulder (Colorado), à l’Université de Washington et à la Columbia University (New York).
- Membre du Conseil Scientifique de l'Observatoire Royal de Belge, dont il fut nommé Astronome-Correspondant en 1984.
- Associé Étranger de l'Académie des Sciences de Paris, 1984
- Docteur Honoris Causa de la Katholieke Universiteit Leuven, 1985